# Mosaïque de la Dame de Carthage
La mosaïque de la Dame de Carthage est une mosaïque romaine découverte sur le site archéologique de Carthage, lors de fouilles effectuées en 1953 sur la colline de Sayda. Difficile d'interprétation car issue d'un contexte largement méconnu, l'œuvre, d'une « finesse d'exécution remarquable » selon l'historien de l'art Mohamed Yacoub, est conservée au musée national de Carthage et en constitue l'un des joyaux.

## Histoire
La mosaïque est découverte en 1953 dans une villa d'époque tardive fouillée à l'occasion de l'urbanisation du quartier. Cependant, il est complexe d'en préciser la datation car la villa n'a pu être fouillée en intégralité, le quartier de Sayda restant encore très largement méconnu. La datation de l'œuvre oscille entre l'époque vandale et la reconquête byzantine, et ne saurait être antérieure au deuxième quart du Ve siècle. D'autres auteurs évoquent le Ve siècle sans davantage de précision, voire la placent dans la seconde moitié de ce siècle comme Yacoub,. Certains, qui y voient une représentation de l'impératrice Théodora, datent l'œuvre du VIe siècle.

## Description

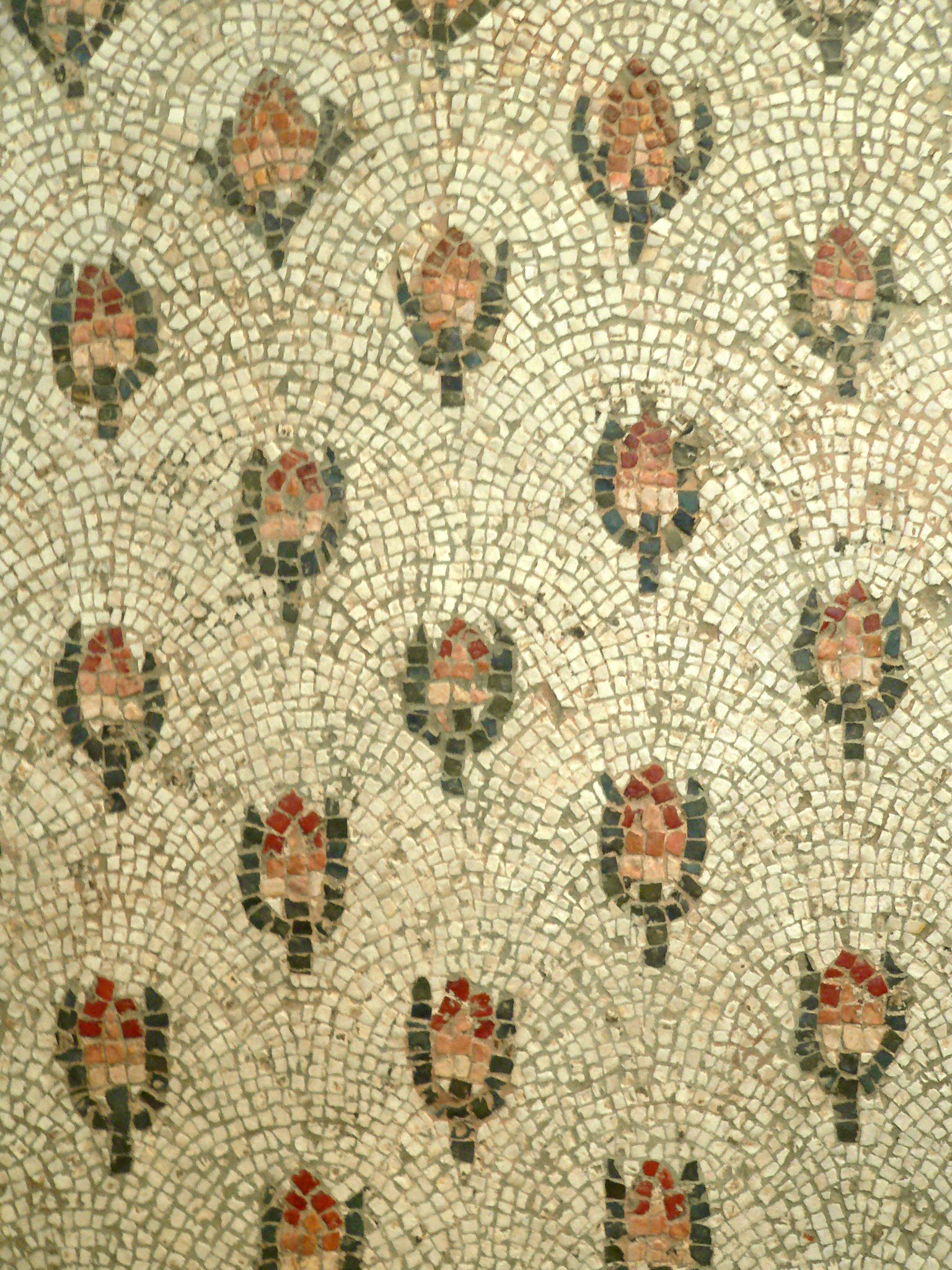
Semis de roses de la mosaïque du Phénix sur un semis de roses du musée du Louvre.

La représentation constituait le centre (emblema) d'une mosaïque plus grande et mesure 1,08 mètre sur 1,02 mètre. Les tesselles sont en marbre et verre, vert, jaune et blanc. Même si le tableau a perdu des tesselles, l'ensemble est relativement bien conservé. Le reste de la mosaïque était constitué de roses alternativement ouvertes et en boutons,.
Le tableau central est situé dans un cadre sur un fond rouge dans lequel sont alternés des losanges et des cercles, avec également des perles.
Le personnage est présenté sous forme d'un buste. La tête, à la coiffe féminine munie d'un diadème, est entourée d'une auréole grise et possède de longues boucles d'oreille. Les yeux sont très grands et fixent le spectateur ; du visage « se dégage une impression de gravité et de mélancolie ». Les vêtements sont masculins : le personnage est vêtu d'une tunique jaune et d'un manteau de pourpre attaché sur l'épaule par une fibule ; il tient de la main gauche un long sceptre muni d'une boule à son extrémité ; deux doigts (index le majeur) de sa main droite sont tendus alors que les autres sont repliés, par un signe de bénédiction.

## Interprétation
La mosaïque est originale par rapport aux découvertes de Carthage datables de la même époque, et présente des similitudes avec des représentations connues en Orient. L'emblema a peut-être été importée de cette région ou réalisée par des artisans en provenance de cette région.
Le tableau est considéré par la plupart des spécialistes comme le portrait d'une impératrice byzantine, Théodora. Cependant, qu'un portrait impérial ait pu être ainsi placé au sol et foulé aux pieds semble difficilement concevable. L'absence d'une fibule spécifique à la famille impériale met également à mal cette hypothèse.
Certains historiens considèrent que le personnage est un ange byzantin même si l'absence d'ailes ainsi que la difficulté de lui assigner un sexe ne plaident pas dans ce sens. Ce dernier trait semble indiquer qu'il s'agit d'une personnification voire d'une allégorie, peut-être une représentation de la ville de Carthage elle-même.
L'absence de signe religieux évident sur l'œuvre est caractéristique d'une époque où le christianisme n'a pas encore occulté le paganisme, et où l'ambigüité reste de mise.
La mosaïque est une pièce majeure de l'art mosaïcal de l'Antiquité tardive, qui voit s'accentuer des caractères spécifiques, dont la stylisation et une posture hiératique.